# Шапада-дус-Гимарайнс
Шапада-дус-Гимарайнс (порт. Chapada dos Guimarães) — муниципалитет в Бразилии, входит в штат Мату-Гросу. Составная часть мезорегиона Юго-центральная часть штата Мату-Гроссу. Входит в экономико-статистический микрорегион Куяба. Население составляет 17 940 человек на 2006 год. Занимает площадь 6206,573 км². Плотность населения — 2,9 чел./км².

## Статистика
- Валовой внутренний продукт на 2003 год составляет 65 193 208,00 реалов (данные: Бразильский институт географии и статистики).
- Валовой внутренний продукт на душу населения на 2003 год составляет 3848,93 реалов (данные: Бразильский институт географии и статистики).
- Индекс развития человеческого потенциала на 2000 год составляет 0,711 (данные: Программа развития ООН).